# Slyngboldkast (atletik)
Slyngboldkast er nu afskaffet atletikdisciplin, hvor det gælder om at kaste en bold forsynet med en 29-31 cm lang rem så langt som muligt. I konkurrencer for kvinder og mandlige ungjuniorer havde redskabet en vægt på 1 kg, mens det for kvindelige juniorer og drenge havde en vægt på 0,7 kg.
Slyngboldkast foretages med et ubegrænset langt tilløb med en stopgrænse bestående af en halv diskosring, en halvcirkel med en diameter på 2,50 meter.
Redskabet fattes med kastearmens hånd, så slyngen lægges om den midterste del af de tre midterste fingre, som holdes let bøjede. Kastet indledes med nogle sving, hvorefter kasteren begynder en rotation. Kastet kan foretages med fra en til tre rotationer. Udkastet sker, som i diskoskast, med strakt arm.
Slyngboldkast har aldrig været en internationel konkurrencedisciplin, men mesterskaber og andre konkurrencer var længe brugt i Tyskland og de øvrige nordiske lande og blev indført som konkurrencedisciplin i Danmark i 1944. I en periode afvikledes der danske mesterskaber og noteredes danske rekorder i disciplinen. Den sidste rekord på 47,54, som blev anerkendt som dansk rekord, sattes af Lily Kelsby 1951. 
I dag anvendes slyngboldkast i skoleidræt og ungdomsatletik som en forøvelse til diskoskast, da disciplinen i modsætning til diskoskast ikke indeholder noget faremoment og derfor lettere kan organiseres for større grupper. Slyngboldkast er stadig en konkurrencedisciplin for de yngste aldersklasser.